# ZMAT5
ZMAT5 (англ. Zinc finger matrin-type 5) – білок, який кодується однойменним геном, розташованим у людей на довгому плечі 22-ї хромосоми. Довжина поліпептидного ланцюга білка становить 170 амінокислот, а молекулярна маса — 19 971.
| 10         |  | 20         |  | 30         |  | 40         |  | 50         |
| ---------- |  | ---------- |  | ---------- |  | ---------- |  | ---------- |
| MGKRYFCDYC |  | DRSFQDNLHN |  | RKKHLNGLQH |  | LKAKKVWYDM |  | FRDAAAILLD |
| EQNKRPCRKF |  | LLTGQCDFGS |  | NCRFSHMSER |  | DLQELSIQVE |  | EERRAREWLL |
| DAPELPEGHL |  | EDWLEKRAKR |  | LSSAPSSRAE |  | PIRTTVFQYP |  | VGWPPVQELP |
| PSLRAPPPGG |  | WPLQPRVQWG |  |            |  |            |  |            |

A: Аланін

C: Цистеїн

D: Аспарагінова кислота

E: Глутамінова кислота

F: Фенілаланін

G: Гліцин

H: Гістидин

I: Ізолейцин

K: Лізин

L: Лейцин

M: Метіонін

N: Аспарагін

P: Пролін

Q: Глутамін

R: Аргінін

S: Серин

T: Треонін

V: Валін

W: Триптофан

Задіяний у таких біологічних процесах, як процесинг мРНК, сплайсинг мРНК. 
Білок має сайт для зв'язування з іонами металів, іоном цинку. 
Локалізований у ядрі.